# Statuto speciale per il Trentino-Alto Adige
Lo Statuto speciale per il Trentino-Alto Adige è la legge fondamentale dell'autonomia regionale del Trentino-Alto Adige. La Regione e le Province autonome di Trento e di Bolzano sono riconosciute dall'art. 116 della Costituzione come ordinamento speciale, dotato di forme e condizioni particolari di autonomia, secondo la disciplina dello Statuto speciale.
Lo Statuto è stato approvato con legge costituzionale 26 febbraio 1948, n. 5 ed è entrato in vigore nel 1948. Esso regola unitariamente tre ordinamenti autonomi, collegati fra loro: la Regione autonoma Trentino-Alto Adige/Südtirol, la Provincia autonoma di Trento e la Provincia autonoma di Bolzano.
Lo Statuto venne profondamente riformato tra il 1971 e il 1972 ed è oggi contenuto in un testo unico approvato con il decreto del Presidente della Repubblica 31 agosto 1972, n. 670. Il testo è composto di 119 articoli raggruppati in 12 titoli.

## Storia
Alla fine della seconda guerra mondiale, il 5 settembre 1946, viene firmato da Italia e Austria l'accordo De Gasperi-Gruber con lo scopo di garantire una maggior tutela alla minoranza tedesca attraverso la concessione di forme particolari di autonomia. Il quadro entro cui l'accordo deve realizzarsi non è precisato, troverà una prima attuazione con lo statuto speciale per il Trentino-Alto Adige del 1948.
Nella Costituzione della Repubblica Italiana, entrata in vigore il 1° gennaio 1948, l'articolo 116 riconosce al Trentino-Alto Adige, assieme alle altre quattro regioni ad autonomia speciale, forme e condizioni particolari di autonomia secondo la disciplina di uno statuto speciale, approvato con legge costituzionale.
Lo statuto speciale di autonomia del Trentino-Alto Adige viene così approvato dall'Assemblea Costituente il 31 gennaio 1948 con 283 voti favorevoli, 78 contrari e 2 astenuti. La promulgazione avviene il 26 febbraio e le prime elezioni regionali avvengono il 28 novembre.
L'applicazione dello statuto, che attribuisce un ruolo preponderante alla regione, fa sorgere problemi soprattutto in relazione alla reale capacità di autonomia e di autogoverno della provincia di Bolzano, la cui popolazione di lingua tedesca è minoranza in ambito regionale: la questione altoatesina si sviluppa infatti in una controversia internazionale fra Italia e Austria che viene affrontata e discussa anche dall'Assemblea generale delle Nazioni Unite (con l'approvazione di due risoluzioni: la 1497 nel 1960 e la 1661 nel 1961). Negli anni cinquanta e sessanta essa segna momenti di contrapposizione e di forte tensione, e trova una via di soluzione solo alla fine del decennio con l'approvazione di un Pacchetto per l'Alto Adige contenente 137 misure normative o amministrative (corredato da un calendario operativo).
L'approvazione del Pacchetto apre la strada per una revisione dello statuto speciale, che viene approvata dal Parlamento con la legge costituzionale 10 novembre 1971, n. 1 con la maggioranza qualificata dei due terzi. La durata delle legislature del Consiglio regionale è inoltre aumentata da quattro a cinque anni con la legge costituzionale 23 febbraio 1972, n. 1.
A seguito delle due leggi costituzionali del 1971 e 1972, tenendo conto anche della modifica dell'articolo 68 da parte della legge 31 dicembre 1962, n. 1777, lo statuto del 1948 ne esce così profondamente riformato e viene riscritto in un testo unico approvato con il decreto del Presidente della Repubblica 31 agosto 1972, n. 670 secondo quanto previsto dall'articolo 66 della legge costituzionale 10 novembre 1971, n. 1.
Sulla revisione statutaria s'innesta una nuova stagione dell'autonomia, caratterizzata da una capillare revisione ed estensione delle norme di attuazione e da un forte incremento della funzione di governo a livello provinciale, a scapito di una regione che mantiene solo una limitata funzione di regolazione di alcuni istituti comuni alle due province autonome.
L'attuazione completa del Pacchetto risale al giugno del 1992, dopo uno scambio di note fra Italia e Austria, con il rilascio da parte di quest'ultima della quietanza liberatoria e la notifica della chiusura della controversia altoatesina alle Nazioni unite.
Tra le modifiche successive al 1972 vi sono la modifica delle competenze regionali in materia di ordinamento degli enti locali, avvenuta con la legge costituzionale 23 settembre 1993, n. 2. Nel 2001 è stata poi emanata la legge costituzionale 31 gennaio 2001, n. 2, che ha attribuito la competenza elettorale e sulla forma di governo alle due province autonome e l'opzione dell'elezione diretta del presidente della provincia.
La legge di revisione costituzionale n. 3 del 2001 ha inoltre confermato, nella sua modifica dell'articolo 116 della Costituzione, la speciale autonomia della regione, nella sua nuova denominazione bilingue (Regione Trentino-Alto Adige/Südtirol) e nella sua peculiare struttura (la regione è costituita dalle due province autonome).
Un'ampia revisione statutaria delle disposizioni a tutela delle minoranze linguistiche, in particolare di quella ladina, è avvenuta con la legge costituzionale n. 1 del 2017.
Limitatamente alla disciplina dei rapporti finanziari è possibile modificare lo statuto con legge ordinaria, sia pure previo accordo fra governo, regione e province autonome (art.104 dello statuto). Le modifiche del titolo VI, sulla finanza regionale e provinciale sono state infatti introdotte nel 1989, nel 2010 (a seguito dell'accordo di Milano) e nel 2015 (a seguito del patto di garanzia) con leggi approvate in attuazione dell'art. 104 dello statuto.

## Struttura
Lo Statuto speciale è composto di 119 articoli secondo questo schema:
- Titolo I - Costituzione della Regione "Trentino - Alto Adige" e delle province di Trento e di Bolzano
  - Capo I - Disposizioni generali (art. 1-3)
  - Capo II - Funzioni della regione (art. 4-7)
  - Capo III - Funzioni delle province (art. 8-15)
  - Capo IV - Disposizioni comuni alla regione e alle province (art. 16-23)
- Titolo II - Organi della regione e delle province
  - Capo I - Organi della regione (art. 24-46)
  - Capo II - Organi della provincia (art. 47-54)
- Titolo III - Approvazione, promulgazione e pubblicazione delle leggi e dei regolamenti regionali e provinciali (art. 55-60)
- Titolo IV - Enti locali (art. 61-65)
- Titolo V - Demanio e patrimonio della regione e della provincia (art. 66-68)
- Titolo VI - Finanza della regione e delle province (art. 69-86)
- Titolo VII - Rapporti fra Stato, regione e province (art. 87-88)
- Titolo VIII - Ruoli del personale di uffici statali in provincia di Bolzano (art. 89)
- Titolo IX - Organi istituzionali (art. 90-96)
- Titolo X - Controllo della Corte costituzionale (art. 97-98)
- Titolo XI - Uso della lingua tedesca e del ladino (art. 99-102)
- Titolo XII - Disposizioni finali e transitorie (art. 103-115)

## Cronologia delle leggi costituzionali modificanti lo Statuto
| Modifiche alla legge costituzionale 26 febbraio 1948, n. 5                  | | |             |          |            |
| L.cost.                                                                     | Rubrica | Revisione o introduzione art. | Maggioranza | G.U.     | Testo      |
| 1/1971                                                                      | Modificazioni e integrazioni dello statuto speciale per il Trentino-Alto Adige | 1, 3, 4, 5, 8, 9, 10, 11, 12, 12-bis, 13-bis, 14, 15, 16, 16-bis, 17-bis, 17-ter, 17-quater, 19, 27, 30, 34, 43, 44, 48, 49, 49-bis, 54, 54-bis, 54-ter, 58-bis, 59, 60, 61, 62, 65, 66, 67, 68, 68-bis, 68-ter, 68-quater, 69, 70, 73, 76, 77-bis, 78, 78-bis, 78-ter, 78-quater, 82, 83, 84, 85, 87, 89, 95 | qualificata | 3/1972   | Normattiva |
| 1/1972                                                                      | Modifica del termine stabilito per la durata in carica dell'Assemblea regionale siciliana e dei Consigli regionali della Sardegna, della Valle d'Aosta, del Trentino-Alto Adige, del Friuli-Venezia Giulia. | 21, 24, 42, 43 | assoluta    | 63/1972  | Normattiva |
| Modifiche al decreto del Presidente della Repubblica 31 agosto 1972, n. 670 | | |             |          |            |
| L.cost.                                                                     | Rubrica | Revisione o introduzione art. | Maggioranza | G.U.     | Testo      |
| 2/1993                                                                      | Modifiche ed integrazioni agli statuti speciali per la Valle d'Aosta, per la Sardegna, per il Friuli-Venezia Giulia e per il Trentino-Alto Adige                                                            | 4, 5 | assoluta    | 226/1993 | Normattiva |
| 2/2001                                                                      | Disposizioni concernenti l'elezione diretta dei presidenti delle regioni a statuto speciale e delle province autonome di Trento e di Bolzano                                                                | 4, 10, 12, 15, 20, 21, 22, 24, 25, 27, 28, 29, 30, 32, 33, 35, 36, 37, 38, 39, 40, 41, 42, 43, 47, 49, 48-bis, 48-ter, 49, 49-bis, 50, 51, 52, 53, 55, 60, 62, 78, 81, 87, 92, 94, 98, 102, 103, 104, 111 | assoluta    | 26/2001  | Normattiva |
| 1/2017                                                                      | Modifiche allo statuto speciale per il Trentino-Alto Adige/Südtirol in materia di tutela della minoranza linguistica ladina                                                                                 | 27, 49, 50, 62, 84, 89, 93, 102, 107 | -           | 291/2017 | Normattiva |

Nota: Anche leggi e decreti-legge hanno modificato articoli dello Statuto in limitati settori.